# محمد سليم العطار
محمد سليم بن ياسين بن حامد العطّار (1822 - 27 يناير 1890) عالم مسلم عثماني. يعد من أعيان دمشق وعلمائها ومن مدرسي التفسير والحديث بها ومن أبرز علماء الشافعية ببلاد الشامية في القرن الثالث عشر الهجري/ التاسع عشر الميلادي. درّس البخاري في جامع السلطان سليمان وكان يلقي درس التفسير في محراب الشافعي والحديث في مشهد الحسين. له إجازات كثيرة لعلماء عصره، وله منهم إجازات.

## سيرته
ولد محمد سليم بن ياسين بن حامد بن أحمد بن عبيد العطار سنة 1233 هـ / 1822م بدمشق ونشأ في حجر والده العالم وجده العلامة (تـ 1263 هـ). طلب العلم بعد أن جاوز الخامسة عشرة من عمره وقبل ذلك لم يشتغل بالطلب. قرأ على علماء كثيرين منهم جده وعبد الرحمن بن محمد الكزبري، وعبد الرحمن بن علي الطيبي وسعيد بن حسن الحلبي وعمر بن مصطفى الآمدي. أجازه كثير من علماء منهم محمود الآلوسي وإبراهيم الباجوري. تولّی تدريس البخاري سنة 1264 هـ مكان جدّه في جامع السلطان سليمان أيام الخميس من رجب وشعبان، فكان يتكلم على الحديث من مختلف العلوم، ويمزجهُ بشيء من التصوف، ويأتي بالأحاديث المناسبة له ويستخرج منه الأحكام، ويبيّن حُجّة كلّ مذهب ويلم بشيء من الحكم والمواعظ. وألقى دروس التفسير كل ليلة بين العشائين في محراب الشافعية وقرأ درس الحديث في شهر رمضان من مشهد الحسين بالجامع الأموي وحضره العلماء من المذاهب المختلفة ووقعت بينهم المناظرات وكان هو الحكم بینهم، وكان يجتمع في داره كل يوم وليلة جماعة حافلة من العلماء والأعيان. 

كان صدراً من علماء دمشق، محترماً مؤقراً صاحب الكلمة النافذة خلال ثلاثين عاماً عند الحكام والمرجع في مهمّات الأمور. من طلابه جمال الدين القاسمي، وبكري العطار، ومحمد عطا الله بن إبراهيم الكسم، وعبد المحسن الأسطواني وقد حضر الأخيران عنده درساً كل يوم على مدى 17 عامًا.

توفي في 6 جمادى الآخرة 1307 هـ/ 27 يناير 1890م بعد مرض يومين فقط ودُفن في مقبرة الدحداح.